# Aavikko
Aavikko es una banda finlandesa de estilo Lounge formado en la ciudad Siilinjärvi en 1995.

## Discografía
- Aavikko EP (1996)
- Derek! (1997)
- Oriental Baby EP (1999)
- Multi Muysic (2000)
- Viitostie EP (2000)
- Aavikko & Felix Kubin EP (2001)
- Aavikko & Mono Pause EP (2002)
- History of Muysic (collection, 2003)
- Meets Hit Singer Kabar (2004),(single)
- Back from the Futer (2005)
- Planet Fun Fun (2013)

## Miembros actuales
- Tomi Kosonen, teclados y saxofón
- Tomi Leppänen, batería y percusión eléctrica
- Paul Staufenbiel, teclados (1998-)

## Miembros antiguos
- Antti Koivumäki -órgano eléctrico (1995-1998)